# Дерацемізація
Дерацемізація (асиметричне перетворення) (рос. асимметрическая перегруппировка, англ. asymmetric transformation — перетворення рацемата в чистий енантіомер чи в суміш, де один з енантіомерів є в надлишку, або в суміш діастереоізомерів, в якій один з них переважає. Цей процес називають також дерацемізацією.
- Асиметричне перетворення другого роду — кристалізаційно індуковане асиметричне перетворення, коли утворені в результаті асиметричного перетворення першого роду діастереосиметричні аддукти суттєво відрізняються за розчинністю. Пр., лише (R)А·(R)В кристалізується з розчину, тоді за рахунок зміщення рівноваги, пов'язаної з видаленням при кристалізації одного з діастереомерів, А може бути виділене у вигляді кристалічного діастереомера (R)А·(R)В.
- Асиметричне перетворення першого роду — асиметричне перетворення, результатом якого є рівноважна суміш аддуктів А·В, що містить неоднакові кількості діастереоізомерів (R)-A· (R)-В та (S)-A·(R)-В. Відбувається при додаванні до двох легко взаємоперетворювальних енантіомерів хірального субстрату А рівної кількості або надлишку другої енантіомерно чистої хімічної форми (R)-B, що не рацемізується.